# Xã Saline, Quận Cleburne, Arkansas
Xã Saline (tiếng Anh: Saline Township) là một xã thuộc quận Cleburne, tiểu bang Arkansas, Hoa Kỳ. Năm 2010, dân số của xã này là 601 người.